# (773) Ирминтрауд
(773) Ирминтрауд (лат. Irmintraud) — довольно большой и очень тёмный астероид, расположенный в главном поясе астероидов между орбитами Марса и Юпитера и принадлежащий к астероидам спектрального класса D. Он был открыт 22 декабря 1913 года немецким астрономом Францем Кайзером в обсерватории Хайдельберг в Германии и был назван женским именем Ирминтрауд, которое часто встречается старинных германских песнях и сагах.

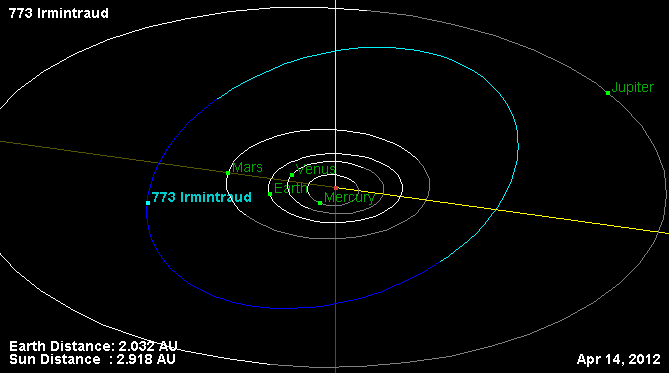
Орбита астероида Ирминтрауд и его положение в Солнечной системе

## Изучение
В 1992 году Ларри А. Лебовский и его коллеги опубликовали статью, в которой говорилось, что некоторые астероиды могут хранить в своём составе вещество, из которого образовались планеты и спутники, поэтому их изучение крайне важно для понимания происхождения и эволюции Солнечной системы.
Примерно с 1980-х годов считалось, что астероиды класса D принадлежат именно к этому типу астероидов и состоят в основном из гидратированных силикатов и простейших органических соединений. Однако, при анализе спектров астероида Ирминтрауд, сделанных на длине волны 3 мкм (для гидратированных силикатов), учёные обнаружили следы водяного льда на поверхности астероида. Лебовский пришёл к выводу, что астероид претерпел изменения своей поверхности свойственные астероидам класса С и, возможно, астероиды класса D следует рассматривать как менее вероятные кандидаты в источники «первозданного» вещества, из которого формировалась Солнечная система. Кроме того, обнаружение открытого водяного льда на поверхности говорит о возможности существенных различий состава между астероидами одного и того же спектрального класса, и что астрономы должны быть более осторожны при совершении выводов о минералогическом составе астероидов, на основе одних только спектральных характеристик.

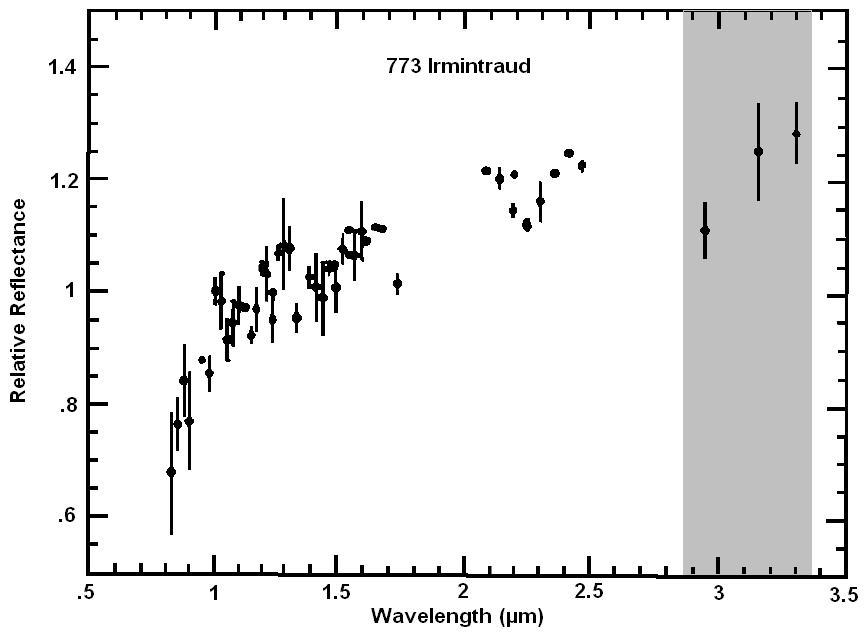
График спектра поглощения астероида спектрального класса D (773) Ирминтрауд, на котором видны следы присутствия воды на поверхности астероида

В сентябре 2001 года, было высказано предположение, что метеорит Тагиш-Лейк, который 18 января 2000 года упал в одноимённое озеро в канадской провинции Британская Колумбия, был частью астероида класса D, так его спектральные характеристики очень напоминали астероиды именно этого класса. По результатам исследования альбедо инфракрасной орбитальной обсерваторией IRAS было выявлено два наиболее вероятных родительских астероида этого метеорита: сам (773) Ирминтрауд и (368) Хайдея. Однако, несмотря на близость спектральных характеристик Хайдеи и метеорита, учитывая, что орбита астероида Ирминтрауд находится вблизи неустойчивой зоны области Кирквуда, в которой наблюдается орбитальный резонанс с Юпитером, считается, что скорее всего он был когда то частью именно этого астероида.
Покрытие звёзд этим астероидом было зафиксировано 22 мая 2007 года в Новой Зеландии, тогда астероид прошёл на фоне звезды TYC 4908-00263-1 10,7 m звёздной величины в созвездии Секстанта.